# Spöket på Canterville
Spöket på Canterville (originaltitel: The Canterville Ghost) är en kortroman från 1887 skriven av Oscar Wilde. Den har filmatiserats flera gånger.
Boken handlar om den amerikanska familjen Otis som flyttar in i ett slott i England, där det skall finnas ett spöke. Det visar sig att spöket, slottets tidigare ägare, Lord Canterville, verkligen finns och blir upprört av att familjen Otis inte tar honom på allvar.

## Filmatiseringar i urval
- Spöket på Canterville (1944), amerikansk film med Charles Laughton, Robert Young och Margaret O'Brien.[1]
- Spöket på Canterville (1962), TV-teater i regi av Bernt Callenbo.
- The Canterville Ghost (1966) (TV), musikal med Michael Redgrave.
- The Canterville Ghost (1974), TV-film med David Niven.
- The Canterville Ghost (1985), film med Richard Kiley och Jenny Beck.
- The Canterville Ghost (1986), amerikansk TV-film med John Gielgud och Alyssa Milano.
- The Canterville Ghost (1996), TV-film med Patrick Stewart och Neve Campbell.[2][3]
- The Canterville Ghost (1997), TV-film med Ian Richardson.
- The Canterville Ghost (2000), TV-film med Ian Richardson.

## Ljudinspelningar i urval
- Spöket på Canterville (ljud, 2019) svensk ljudinspelning med röstskådespelare som bland annat Bert Åke Varg, Tomas Bolme & Robert Molander.
- Spöket på Canterville (ljud, 1975) svensk ljudinspelning med Stig Järrel